# Metronet
Metronet Rail était une des trois composantes d'un partenariat public-privé du métro de Londres. Elle était responsable de l'entretien, du renouvellement et des mises à niveau du matériel roulant, des rails et des infrastructures du système. Du 18 juillet 2007 au 26 mai 2008, la compagnie était en état de faillite technique et a dû être rescapée par le gouvernement britannique. Le 27 mai, après restructuration, elle a été reprise par l'organisme public Transport for London. En juin 2009, le vérificateur général a indiqué que cet épisode a coûté au contribuable environ 410 millions de livres et a blâmé le consortium pour ses déboires. Le 7 décembre 2008, les employés de la compagnie ont été transférés à London Underground Limited (LUL) et le 18 avril 2009, la compagnie a cessé d'exister, ses services faisant maintenant partie du métro de Londres. Le 3 novembre 2009, les administrateurs de Metronet ont demandé à la Haute Cour de justice britannique de dissoudre officiellement la compagnie.

## Partenariat
Avant sa mise en faillite, Metronet comportait cinq partenaires privés (WS Atkins PLC, Balfour Beatty, Bombardier, EDF Energy et Thames Water). Le consortium avait remporté un contrat de trente ans pour l'entretien et la mise à niveau des lignes de Bakerloo, Central, Victoria, Waterloo & City, Circle, District, East London, Hammersmith & City et Metropolitan pour le compte de Transport for London. Les autres lignes du métro (Jubilee, Northern and Piccadilly) sont restées sous un autre partenariat public-privé avec Tube Lines jusqu'en mai 2010 alors que Transport for London a racheté le contrat.
Selon le contrat, Metronet Rail devait fournir au métro de Londres le matériel roulant, entretenir les stations et autres infrastructures de manière efficace et économique. En contrepartie, le métro payait à Metronet des frais de service mensuels reliés aux coûts, à l'inflation et la performance, positive ou négative, du consortium. La compagnie avait 347 rames de métro, 471 km de rail, 155 stations, 77 km de tunnel et 2 000 intersections et ponts à s'occuper.
Metronet Rail devait également rénover 150 stations entre 2003 et 2012 avec les 17 milliards de livres prévu au contrat. En novembre 2006, la compagnie a été vertement critiquée par une arbitre, Chris Bolt, dans un différend avec le métro de Londres quant à ses performances. Il a déclaré que selon son analyse, Metronet n'avait pas fourni un service efficace et économique, ni suivi de bonnes pratiques commerciales.

## Crise financière
Le 17 juillet 2007, le quotidien The Times a rapporté que Metronet était au bord de la faillite. La compagnie n'avait alors reçu que 121 des 551 millions de livres nécessaires pour couvrir les coûts de rénovation à cause de sa mauvaise performance et de dépassements de coûts. En comparaison, Tube Lines avait presque suivi à la lettre ses engagements et son budget. Le 18 juillet 2007, Metronet est mis en tutelle par le gouvernement britannique. Alan Robert Bloom, Roy Bailey, Margaret Elizabeth Mills et Stephen John Harris furent nommés syndics de faillite. Le gouvernement britannique a dû ensuite fournir 2 milliards de livres pour maintenir les opérations. Le 28 mai 2008, après restructuration, Metronet a été transféré à Transport for London et les employés ont intégré les rangs du métro de Londres le 3 décembre 2009. 
La faillite de Metronet a remis en question tout le concept de partenariat public-privé et le manque de suivi du ministère des transports britannique dans ce dossier.